# Tramaced
Tramaced – gmina w Hiszpanii, w prowincji Huesca, w Aragonii, o powierzchni 15,42 km². W 2011 roku gmina liczyła 94 mieszkańców.